# Rosa María Morató
Rosa María Morató (ur. 19 czerwca 1979 w Navarcles) – hiszpańska lekkoatletka specjalizująca się w biegach długodystansowych i przełajowych.
Na Mistrzostwach świata w lekkoatletyce (Osaka 2007) zajęła 8. miejsce w biegu na 3000 metrów z przeszkodami. Jej rekord życiowy na tym dystansie wynosi 9:26,23 (2007). Dwukrotnie zajmowała miejsca w czołówce Superligi Pucharu Europy (Bydgoszcz 2004 - 3. miejsce & Malaga 2006 - 2. miejsce) w tej konkurencji, była także druga w zawodach superligi drużynowych mistrzostw Europy (Bergen 2010) oraz wywalczyła złoto mistrzostw iberoamerykańskich (San Fernando 2010).
Znaczące sukcesy odnosi także w biegach przełajowych, jest czterokrotną medalistką mistrzostw Europy w biegach przełajowych (Toro 2007 – brąz indywidualnie i złoto w drużynie & Dublin 2009 – srebro indywidualnie oraz brąz w drużynie). Jej występ na przełajowych mistrzostwach Europy w 2010 uniemożliwiła kontuzja.
Wielokrotna mistrzyni i rekordzistka Hiszpanii na różnych dystansach.